# Refused
I Refused sono un gruppo hardcore punk svedese, formato a Umeå nel 1991 da Dennis Lyxzén, David Sandström, Pär Hansson e Jonas Lidgren.

## Storia

### Primi anni (1991-1997)

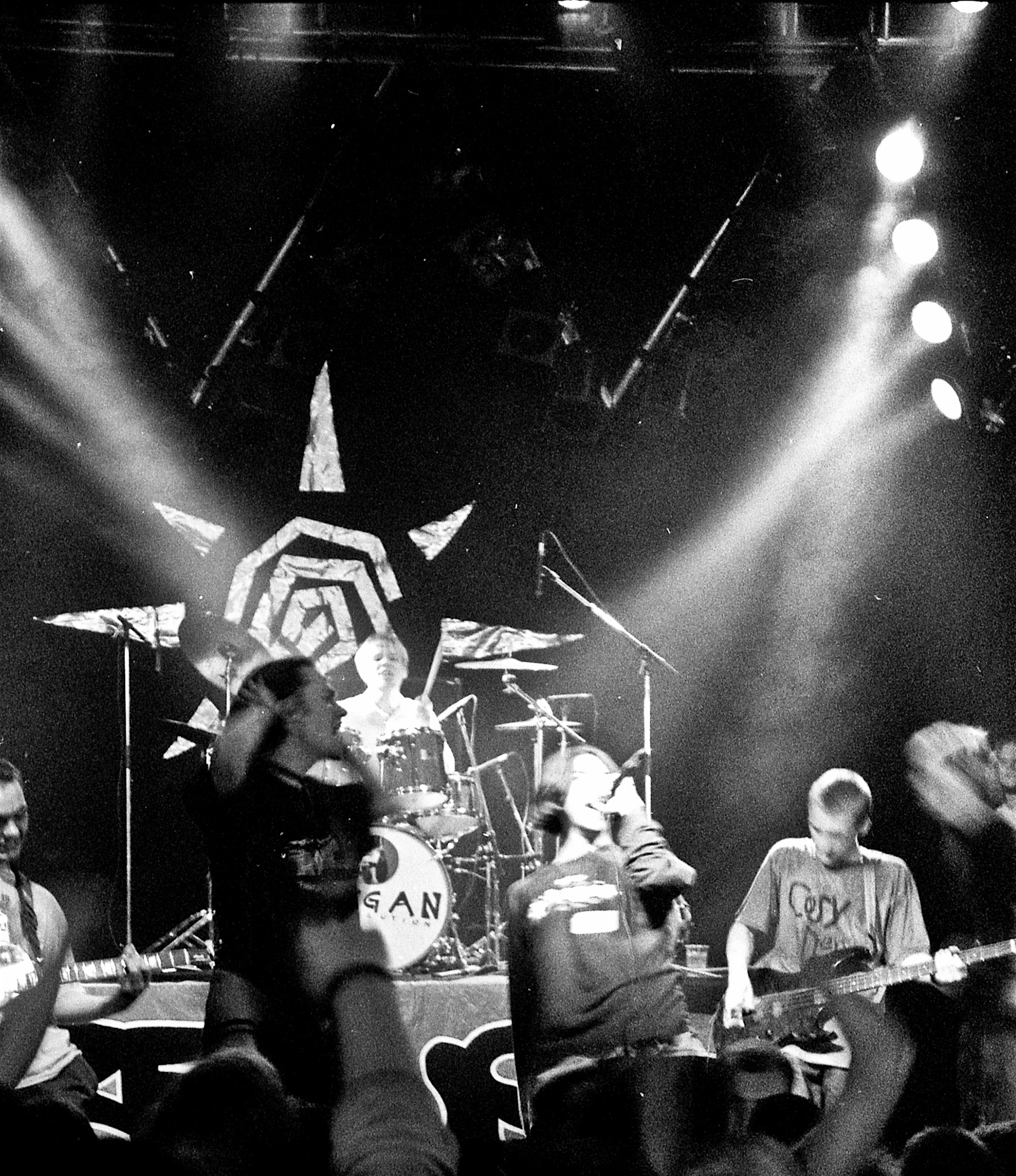
I Refused in concerto nel 1994

Il gruppo si formò agli inizi del 1991 con Dennis Lyxzén alla voce, David Sandström alla batteria, Pär Hansson alla chitarra e Jonas Lidgren al basso, pubblicando il demo omonimo. Dopo un cambio di formazione che vide l'ingresso di Magnus Björklund al posto di Lidgren, il gruppo pubblicò il primo EP This Is the New Deal, dopodiché entrò in formazione Kristofer Steen al posto di Hansson. Nel 1994 uscì l'album di debutto This Just Might Be... the Truth nel 1994, seguito un mese più tardi dall'EP Everlasting.
Durante questo periodo Björklund abbandonò i Refused, che faticarono a trovare un sostituto permanente al punto di coinvolgere dodici bassisti durante la propria attività dal vivo e sessioni di registrazione. Nel 1995 entrò in formazione un secondo chitarrista, Jon Brännström, pubblicando il secondo album Songs to Fan the Flames of Discontent nel 1996.

### The Shape of Punk to Come, scioglimento (1998)
Nel 1998 i Refused pubblicarono il terzo album in studio The Shape of Punk to Come, che presentò significativi esperimenti musicali rispetto alle sonorità tipicamente punk che caratterizzarono le precedenti pubblicazioni, passando da elementi jazz fino alla musica d'ambiente; inoltre hanno influito fortemente altre band hardcore, come The Nation of Ulysses, Born Against, così come le opere di Karl Marx, di Errico Malatesta e del Situationist International.
Il disco, tuttavia, ebbe uno scarso successo commerciale, venendo poco pubblicizzato dall'etichetta e vendendo in un anno circa 1400 copie negli Stati Uniti d'America. Ciò dettò sconforto e dissidi all'interno della formazione, tra cui un litigio tra Lyxzén e Brännström a seguito di un concerto in Svezia. Pochi mesi più tardi, il gruppo riuscì ad esibirsi negli Stati Uniti d'America in qualità di artisti d'apertura dei Frodus, partecipando a sole otto date, concordando ad Atlanta la volontà di sciogliersi; il tour si concluse in un locale di Harrisonburg il 6 ottobre 1998, dove il loro concerto, definito in seguito come «caotico», fu interrotto dall'arrivo della polizia mentre suonarono Rather Be Dead, tratto da Songs to Fan the Flames of Discontent.

### Dopo lo scioglimento (1999-2010)
Il cantante Dennis Lyxzén ha formato i The (International) Noise Conspiracy, i 93 Million Miles e il progetto solista The Lost Patrol, mentre gli altri componenti hanno formato il gruppo TEXT.
Nel 2003 la rivista Kerrang! inserì The Shape of Punk to Come al 13º posto nella lista dei suoi 50 album più influenti di tutti i tempi.
Nel 2006 è stato pubblicato il documentario Refused Are Fucking Dead, diretto da Steen e incentrato sull'ultimo anno di esistenza della band.
Il 7 giugno 2010 la Epitaph Records ha pubblicato un'edizione deluxe di The Shape of Punk to Come consistente in tre dischi. All'album sono stati accorpati un live inedito tenutosi ad Umeå e il sopracitato documentario.

### Reunion,Freedom(2012-2015)

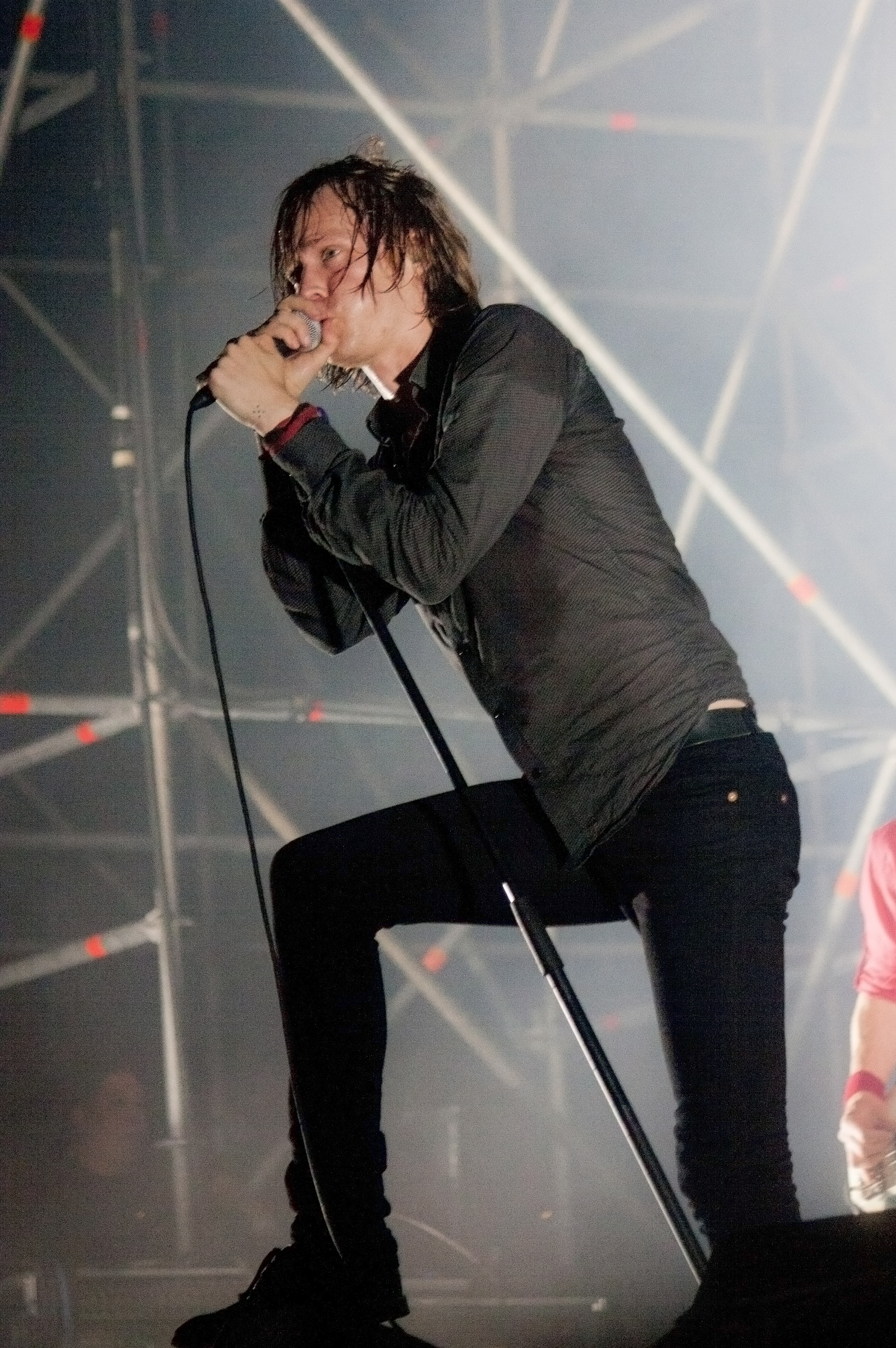
Dennis Lyxzén durante un concerto nel 2012

Il 9 gennaio 2012 i Refused hanno confermato il loro ritorno sulle scene musicali, esibendosi ad aprile al Coachella Valley Music and Arts Festival e in agosto al Way Out West Festival di Göteborg. Successivamente hanno intrapreso una tournée mondiale, toccando l'Europa, l'Australia e nuovamente gli Stati Uniti d'America, concludendo la reunion il 15 dicembre dello stesso anno a Umeå.
Nonostante la conclusione della reunion, il 1º novembre 2014 Jon Brännström ha rivelato a sorpresa di essere stato allontanato dai Refused, i quali hanno in seguito ribadito di aver tagliato ogni rapporto con il chitarrista l'anno prima, facendo intendere di essere al lavoro su nuovo materiale inedito.
Il 27 aprile 2015 i Refused hanno annunciato l'uscita del quarto album in studio Freedom, il primo dai tempi di The Shape of Punk to Come del 1998. Uscito il 30 giugno, il disco si compone di dieci brani tutti prodotti da Nick Launay e realizzati con la collaborazione di Shellback.

### War Music(2019-2020)
Il 26 marzo 2019 Lyxzén ha rivelato che il gruppo era al lavoro sul quinto album in studio:
Intitolato War Music, l'album è stato pubblicato il 18 ottobre dello stesso anno ed è stato anticipato dai singoli Blood Red, REV001 e Economy of Death. Per la sua promozione i Refused hanno intrapreso una tournée in congiunta con i Thrice in Europa tra ottobre e novembre dello stesso anno, a cui ha fatto seguito un tour nell'America del Nord tra febbraio e marzo 2020, dove sono stati supportati dai Metz e dagli Youth Code.

### Ultimo tour e scioglimento (2024-2025)
Nel settembre 2024 i Refused hanno rivelato il proprio scioglimento, annunciando una tournée negli Stati Uniti d'America che ha avuto luogo tra marzo e aprile 2025 con i Quicksand in apertura. Come spiegato da Sandström, il tour si sarebbe dovuto svolgere a giugno 2024 ma è stato posticipato a causa di un attacco cardiaco che ha colpito Lyxzén la mattina seguente a un concerto segreto che il gruppo ha tenuto al Kulturhuset Femman a Uppsala di fronte a sessanta persone. Alla reunion non ha preso parte Steen, che ha abbandonato la formazione già nell'agosto 2020 in quanto «sentiva di aver fatto ciò che voleva fare».
Il Refused Are F**king Dead (and This Time Really Mean It) tour è stato esteso anche in Europa, America del Sud e Australia, che ha visto il quartetto impegnato tra giugno e dicembre 2025.

## Stile musicale e influenze
I Refused appartengono alla politica della sinistra radicale e dell'anticapitalismo, con un suono che rende omaggio a The Nation of Ulysses e Born Against. Prima che il fenomeno hardcore di Umeå fiorisse del tutto, la band faceva parte della scena giovanile sorta attorno al locale Galaxen, oltre che alla scena punk-rock e metal di band come i Meshuggah.
Il batterista David Sandström ha affermato che prima che si formasse la band, lui era un "ragazzo fan del death metal e sniffa-colla", ma anche fan degli Step Forward, l'embrione dei Refused. Quando gli Step Forward si sciolsero l'amicizia tra David e Dennis Lyxzen divenne più forte, Dennis lo portò a casa e gli fece ascoltare l'album We're Not in This Alone degli Youth of Today più volte di seguito in una stanza da solo.
L'album This Just Might Be... the Truth è stato in gran parte influenzato dai gruppi hardcore americani famosi a quel tempo (come gl Earth Crisis), nonché da varie bande della scena hardcore di New York. Dal momento della sua apparizione, la band aveva già una forte spinta oppositoria.
Nel suo secondo album, Songs to Fan the Flames of Discontent, la band adottò un suono più pesante, in gran parte a causa del fatto che Dennis utilizzò uno stile urlato, invece che cantato ad alta voce.

## Formazione
Ultima
- Dennis Lyxzén – voce (1991-1998, 2012-presente)
- David Sandström – batteria (1991-1998, 2012-presente)
- Magnus Flagge – basso, cori (1992-1995, 1997, 2012–presente), violoncello (1992-1995, 1997)
- Mattias Bärjed – chitarra (2015-presente)

Ex componenti
- Jonas Lidgren – basso (1991-1992)
- Pär Hansson – chitarra (1991-1994)
- Henrik Jansson – chitarra (1992-1995)
- Magnus Höggren – basso (1995-1997)
- Ulf Nyberg – basso (1997-1998)
- Jon Brännström – chitarra, sintetizzatore, cori (1995-1998, 2012-2014)
- Kristofer Steen – chitarra (1994-1998, 2012-2020), basso (1994-1998)

## Discografia

### Album in studio
- 1994 – This Just Might Be... the Truth
- 1996 – Songs to Fan the Flames of Discontent
- 1998 – The Shape of Punk to Come
- 2015 – Freedom
- 2019 – War Music

### Raccolte
- 1997 – This Album Contains Old Songs and Old Pictures Vol. 1 - Also Known as the E.P. Comp CD
- 1997 – This Album Contains Old Songs and Old Pictures Vol. 2 - Also Known as the Demo Comp CD

### EP
- 1993 – This Is the New Deal
- 1994 – Pump the Brakes
- 1995 – Everlasting
- 1995 – Refused Loves Randy (split con i Randy)
- 1996 – Rather Be Dead E.P.
- 1998 – The New Noise Theology E.P.
- 2016 – Servants of Death
- 2020 – Not Fit for Broadcast - Live at the BBC
- 2020 – The Malignant Fire EP

## Videografia
- 2006 – Refused Are Fucking Dead